# 利本-奧斯皮茨宮

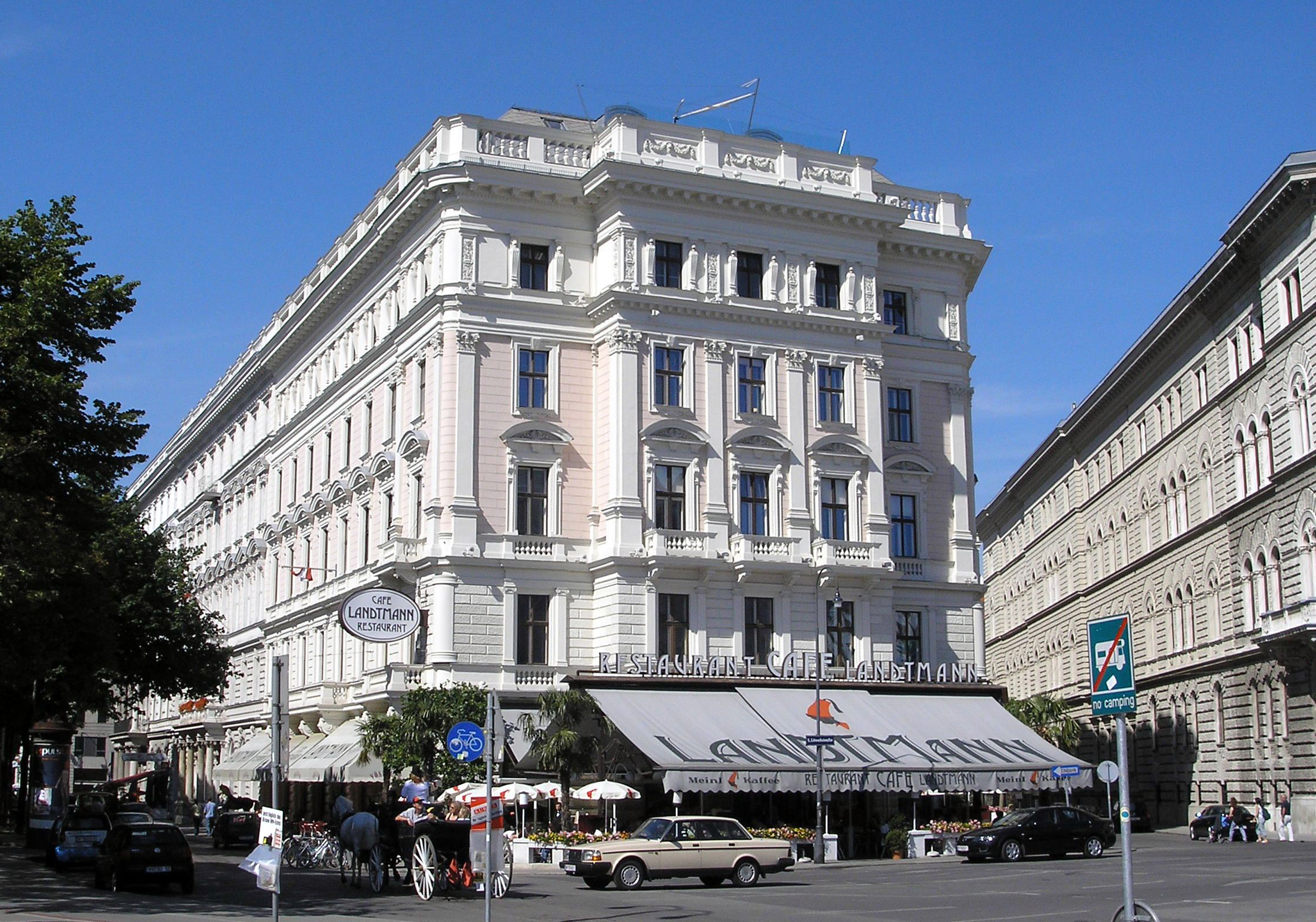
利本-奧斯皮茨宮

利本-奧斯皮茨宮（Palais Lieben-Auspitz）是奧地利首都維也納戒指路上的一座宮殿建築，位於內城區。這座建築修建於1872年，最初為奧斯皮茨家族修建，後來利本家族也住在這裡。這座建築是新巴洛克式風格，並且有五層高。